# Haut Conseil de la francophonie
 (novembre 2011).
Si vous disposez d'ouvrages ou d'articles de référence ou si vous connaissez des sites web de qualité traitant du thème abordé ici, merci de compléter l'article en donnant les références utiles à sa vérifiabilité et en les liant à la section « Notes et références ».
 (février 2016).
Le Haut Conseil de la francophonie est un organisme créé le 19 janvier 2004 sous le nom de Conseil consultatif de la francophonie, par l'Organisation internationale de la francophonie (OIF). Il a pour mission d'être un réservoir d'idées pour cette organisation.
Il succède au Haut Conseil de la francophonie qui, créé en 1984, avait la même fonction auprès du président de la République française, et avait une structure comparable. La différence est que le nouveau Haut conseil œuvre désormais dans un cadre multilatéral.
Les missions du Haut Conseil sont de trois ordres :
- Un rôle d'observation des évolutions linguistiques au sein des États, gouvernements et organisations internationales.
- Un rôle de recherche, d'observatoire et d'information sur la francophonie internationale dans ses divers aspects (rôle qui se concrétise notamment tous les deux ans sous la forme d'un important rapport sur l'état de la francophonie dans le monde).
- Un rôle d'analyse, d'identification, de prospective et de propositions sur les orientations de la politique de la francophonie.

Il est présidé par le secrétaire général de l'Organisation internationale de la francophonie (Michaëlle Jean depuis le 1er janvier 2015), assisté d'un vice-président[Lequel ?].
Le Haut Conseil de la francophonie regroupe une quarantaine de personnalités internationales, choisies pour leur attachement à la langue française, leur hauteur de vue et leur indépendance d'esprit, et qui se rassemblent annuellement en session ordinaire. Ces personnalités ne sont pas toutes originaires d'un pays francophone.
| Nom                        | Qualification | Pays d'origine    |
| -------------------------- | --- | ----------------- |
| Dora Bakoyannis            | ancienne ministre de la Culture, ancienne ministre des Affaires étrangères, ancienne maire d'Athènes                                                                     | Grèce             |
| Mohammed Bedjaoui          | président du Conseil constitutionnel | Algérie           |
| Abdelouahed Belkeziz       | secrétaire général de l’Organisation de la coopération islamique | Maroc             |
| Félix Bikoï                | président de la Fédération des professeurs de français d’Afrique et de l’océan Indien                                                                                    | Cameroun          |
| Bernard Dadié              | écrivain, ancien ministre de la Culture | Côte d’Ivoire     |
|                            | |                   |
| Dee Dee Bridgewater        | chanteuse, actrice | États-Unis        |
| Michel Camdessus           | Gouverneur honoraire de la Banque de France | France            |
| Jacques Chancel            | journaliste, écrivain, administrateur du groupe Canal+ | France            |
| François Cheng             | écrivain, membre de l'Académie française | Chine             |
| Emil Constantinescu        | ancien président de la république de Roumanie | Roumanie          |
| Moussa Daff                | professeur à l'université Cheikh Anta Diop de Dakar, président de la 5e Conférence francophone des OING                                                                  | Sénégal           |
| Paulin Hountondji          | ancien ministre de la Culture, professeur agrégé de philosophie | Bénin             |
| Jean-Marie Klinkenberg     | de l'Académie royale de Belgique, professeur à l'université de Liège, président du Conseil supérieur de la langue française de la Communauté française de Belgique       | Belgique          |
| Alpha Oumar Konaré         | ancien président de la république du Mali, président de la Commission de l’Union africaine                                                                               | Mali              |
| Pierre-Étienne Laporte     | sociolinguiste, ancien député, ancien président du Conseil supérieur de la langue française du Québec                                                                    | Canada            |
| Andreï Makine              | écrivain | Russie            |
| Justine Mintsa             | écrivaine, directrice générale de la Culture | Gabon             |
| Jocelyn Nadeau             | directeur des Technologies de l’information, Nouveau-Brunswick | Canada ;          |
| Erik Orsenna               | écrivain, membre de l’Académie française, conseiller d’État | France            |
| Nu Thi Ninh Ton            | députée, vice-présidente du Comité des Affaires étrangères | Vietnam           |
| Idrissa Ouedraogo          | cinéaste | Burkina Faso      |
| Hisashi Owada              | juge à la Cour internationale de justice | Japon             |
| Dario Pagel                | ancien président de la Fédération internationale des professeurs de français                                                                                             | Brésil            |
| Yvette Rabetafika Ranjeva  | ambassadrice, déléguée permanente de Madagascar auprès de l’Unesco | Madagascar        |
| Luan Rama                  | écrivain, ancien ambassadeur de la république d’Albanie en France | Albanie           |
| Mary Robinson              | présidente de la Fondation Ethical Globalization, ancienne haute-commissaire des Nations unies ies aux Droits de l’Homme, ancienne présidente de la république d’Irlande | Irlande           |
| Ghassan Salamé             | conseiller auprès de l’ONU, ancien ministre de la Culture du Liban | Liban             |
| Adama Samassékou           | ancien ministre de l’Éducation, président de l’Académie africaine des langues                                                                                            | Mali              |
| Guy-Olivier Segond         | ambassadeur spécial pour le Sommet mondial de l’Information | Suisse            |
| Keith Spicer               | directeur de l’Institut pour les médias, la paix et la sécurité - Université de la Paix des Nations unies                                                                | Canada            |
| Mario Soares               | ancien président du Portugal, député européen | Portugal          |
| Jean-Baptiste Tati Loutard | écrivain, ancien ministre de la Culture du Congo-Brazzaville | Congo-Brazzaville |
| Denis Tillinac             | écrivain, président-directeur général des Éditions de la Table ronde | France            |
| Marie-Claude Tjibaou       | présidente du Conseil d’administration de l’Agence de développement culturel kanak, Nouvelle-Calédonie                                                                   | France            |
| Roger Toumson              | essayiste, universitaire et professeur de littérature à l'université des Antilles et de la Guyane                                                                        | France            |
| Cassam Uteem               | ancien président de la république de Maurice | Maurice           |
| Dominique Wolton           | directeur de recherches au laboratoire « Information, communication et enjeux scientifiques » au Centre national de la recherche scientifique                            | France            |